# Morten Green
Morten Green (* 19. März 1981 in Hørsholm) ist ein dänischer Eishockeyspieler, der seit 2015 bei Rungsted Ishockey aus der Metal Ligaen unter Vertrag steht.

## Karriere
Morten Green begann seine Karriere als Eishockeyspieler in seiner dänischen Heimat beim Rungsted IK, für den er von 1996 bis 1999 in der AL-Bank Ligaen aktiv war. Anschließend wechselte er zu Leksands IF in die schwedische Elitserien, in der er in seinem Rookiejahr, in der Saison 1999/2000, in 40 Spielen fünf Vorlagen gab. Obwohl er regelmäßig zum Einsatz kam, schloss sich der Flügelspieler für die folgenden beiden Jahre dem IF Troja-Ljungby aus der zweitklassigen HockeyAllsvenskan an, ehe er von 2003 bis 2006 für den Elitserien-Teilnehmer MODO Hockey auflief. In dieser Zeit spielte der Linksschütze zudem für die Zweitligisten Örnsköldsviks SK, IF Sundsvall Hockey und Rögle BK. Von 2006 bis 2009 spielte Green wieder für Leksands IF in der HockeyAllsvenskan und erreichte mit seiner Mannschaft in allen drei Spielzeiten die Kvalserien, verpasste in dieser mit dem Team jedoch jeweils den Aufstieg. Von 2009 bis 2012 stand Green für Leksands Ligarivalen Malmö Redhawks auf dem Eis.
Nach 13 Jahren in Schweden wechselte der Stürmer zur Saison 2012/13 in die Deutsche Eishockey Liga zu den Hannover Scorpions. Zur Folgesaison nahmen ihn die Schwenninger Wild Wings in der DEL unter Vertrag.

### International
Für Dänemark nahm Green im Juniorenbereich an der U18-B-Junioren-Weltmeisterschaft 1999 sowie der U20-Junioren-B-Weltmeisterschaft 2000 und der U20-Junioren-C-Weltmeisterschaft 2001 teil. Im Seniorenbereich stand er im Aufgebot seines Landes bei den B-Weltmeisterschaften 1999, 2000, 2001 und 2002 sowie bei den A-Weltmeisterschaften 2003, 2004, 2005, 2006, 2007, 2008, 2009, 2010, 2011 und 2012. Darüber hinaus lief er für Dänemark bei den Qualifikationsturnieren für die Olympischen Winterspiele 2006 und 2010 auf. Bei Weltmeisterschaften 2007, 2009 und 2010 war er Assistenzkapitän und bei den Weltmeisterschaften 2011 und 2012 Kapitän der dänischen Nationalmannschaft.

## Erfolge und Auszeichnungen
- 1998 AL-Bank Ligaen Rookie des Jahres

### International
- 1999 Topscorer der U18-Junioren-B-Weltmeisterschaft
- 1999 Bester Vorlagengeber der U18-Junioren-B-Weltmeisterschaft
- 1999 Topscorer der U20-Junioren-B-Weltmeisterschaft
- 2000 Topscorer der U20-Junioren-B-Weltmeisterschaft
- 2002 Aufstieg in die Top Division bei der Weltmeisterschaft der Division I

## Karrierestatistik
(Legende zur Spielerstatistik: Sp oder GP = absolvierte Spiele; T oder G = erzielte Tore; V oder A = erzielte Assists; Pkt oder Pts = erzielte Scorerpunkte; SM oder PIM = erhaltene Strafminuten; +/− = Plus/Minus-Bilanz; PP = erzielte Überzahltore; SH = erzielte Unterzahltore; GW = erzielte Siegtore; 1 Play-downs/Relegation; Kursiv: Statistik nicht vollständig)